# Quinvirinae
Sous-famille
Les Quinvirinae sont une sous-famille de virus de la famille des Betaflexiviridae, qui compte trois genres et 69 espèces (dont trois non affectées à un genre), acceptés par l'ICTV. Ce sont des virus à ARN simple brin à polarité positive, rattachés au groupe IV de la classification Baltimore. 
Les virions sont des particules filamenteuses d'environ 600 à 1000 nm de long. 
Les virus de cette famille infectent les plantes (phytovirus) et ont généralement une gamme d'hôtes restreinte et, à l'exception du genre Carlavirus, infectent naturellement surtout, voire exclusivement, des plantes ligneuses.

## Structure et génome
Les virions de la sous-famille des Quinvirinae sont des particules non enveloppées,  filamenteuses et flexueuses, de 640 à 1 000 nm de long et de 12 à 15 nm de diamètre. 
Le génome, d'une taille comprise entre  7,4 et 9,3 kb, est constitué d'une molécule d'ARN à simple brin de sens positif, possédant une structure de coiffe terminale à l'extrémité 5′ et une queue poly (A) à l'extrémité 3′. Cet ARN code cinq protéines : l'ARN polymérase ARN-dépendante (RdRp) pour la réplication virale, un bloc de trois gènes (nl) (TGBp1, 2 et 3) pour le mouvement viral (MP) et la protéine de capside (CP).
La RdRp contient cinq domaines protéiques conservés comme suit : domaine AlkB ; domaine de protéase de type papaïne (p-Pro) ; domaine ARN hélicase (HEL) ; domaine polymérase (POL).

## Hôtes et symptômes
La plupart des virus de la sous-famille ont une gamme d'hôtes relativement restreinte, qui peuvent présenter des symptômes de mosaïque, de marbrure, de taches annulaires, de nécrose ou de piqûres ou peuvent être asymptomatiques. Certains de ces virus causent des maladies qui peuvent entrainer des dégâts importants dans les cultures concernées.

## Transmission
La plupart de ces virus se propagent par transmission mécanique et certains virus peuvent être transmis par des insectes vecteurs, comme les pucerons et les aleurodes. Certains virus sont souvent transmis par les graines et par greffage.

## Liste des genres et espèces
Selon NCBI (10 février 2021) :
- genre Carlavirus (53 espèces)
- genre Foveavirus (8 espèces)
- genre Robigovirus (5 espèces)
- incertae sedis :
  - Banana mild mosaic virus
  - Banana virus X
  - Sugarcane striate mosaic-associated virus